# Büchenbach
Büchenbach – miejscowość i gmina w Niemczech, w kraju związkowym Bawaria, w rejencji Środkowa Frankonia, w regionie Industrieregion Mittelfranken, w powiecie Roth. Leży około 4 km na północny zachód od Roth, przy linii kolejowej Monachium/Augsburg - Berlin.

## Dzielnice
W skład gminy wchodzą następujące dzielnice: Büchenbach, Günzersreuth, Ottersdorf, Aurau.

## Demografia
| Rok  | Liczba mieszk. |
| 1970 | 3484           |
| 1987 | 4242           |
| 2000 | 5226           |

## Współpraca
Miejscowość partnerska:
- Németkér, Węgry

## Oświata
W gminie znajduje się 190 miejsc przedszkolnych (3 placówki) oraz szkoła podstawowa i Hauptschule.